# Ильгощи (сельское поселение)
Се́льское поселе́ние И́льгощи (карел. Vil’gouššin kyläkunda) — упразднённое муниципальное образование в составе Рамешковского района Тверской области. На территории поселения находился 41 населённый пункт — 2 села и 39 деревень.
Центр поселения — село Ильгощи.
Образовано в 2005 году, включило в себя территории Ильгощинского, Сутокского и Раменского сельских округов.
Законом Тверской области от 5 апреля 2021 года № 18-ЗО к 17 апреля 2021 года было упразднено в связи с преобразованием Рамешковского муниципального района в муниципальный округ.

## Географические данные
- Общая площадь: 569,4 км²
- Нахождение: юго-восточная часть Рамешковского района
  - Граничило:
    - на севере — с СП Алёшино и СП Киверичи
    - на востоке — с Кимрским районом, Быковское СП и Горицкое СП
    - на юге — с Калининским районом, Каблуковское СП и Славновское СП
    - на западе — с СП Кушалино и СП Ведное

По территории поселения протекала река Медведица. Южную часть поселения занимал крупнейший в области болотный массив Оршинский Мох со множеством озёр, крупнейшее — озеро Великое.
Поселение пересекала автодорога Р86«Кушалино— Горицы— Кашин— Калязин».

## Население
По переписи 2002 года — 917 человек (249 в Ильгощинском, 285 в Раменском и 383 в Сутокском сельском округе), на 01.01.2008 — 790 человек. 

Национальный состав: русские и тверские карелы.

## Населённые пункты
На территории поселения находились следующие населённые пункты:
| Тип  | Название       | Население | Население | Население | Население |
| Тип  | Название       | 1859      | 1936      | 1989      | 2002      |
| ---- | -------------- | --------- | --------- | --------- | --------- |
| село | Ильгощи        | 286       |           | 167       | 159       |
| дер. | Бабаиха        | 127       |           | 3         | 1         |
| дер. | Гордеиха       | 218       |           | 36        | 12        |
| дер. | Заполье        | 150       |           | 12        | 12        |
| дер. | Иевлево        | 242       |           | 3         | 4         |
| дер. | Минеево        | 182       |           | 37        | 11        |
| дер. | Поповка        | 272       |           | 37        | 6         |
| дер. | Сеньково       | 150       |           | 4         | 0         |
| дер. | Сошниково      | 185       |           | 20        | 8         |
| дер. | Старово        | 349       |           | 69        | 36        |
| село | Сутоки         | 45        | 74        | 146       | 151       |
| дер. | Афатово        | 209       | 308       | 30        | 13        |
| дер. | Буланово       | 47        | 71        | 17        | 14        |
| дер. | Васьки         | 80        | 125       | 0         | 0         |
| дер. | Вышино         | 34        |           | 5         | 4         |
| дер. | Жирославка     | 201       | 292       | 38        | 23        |
| дер. | Заречье        | 159       |           | 11        | 4         |
| дер. | Иванцево       | 52        | 112       | 18        | 11        |
| дер. | Красный Пахарь |           | 38        | 18        | 33        |
| дер. | Кромново       | 54        | 190       | 69        | 54        |
| дер. | Ново-Рязанчиха | 45        |           | 5         | 2         |
| дер. | Новый Починок  | 78        |           | 25        | 5         |
| дер. | Остров         | 114       |           | 2         | 1         |
| дер. | Павлушково     | 75        | 183       | 28        | 12        |
| дер. | Петровское     | 101       |           | 1         |           |
| дер. | Сельцо         | 167       | 155       | 18        | 13        |
| дер. | Старово        | 81        | 155       | 32        | 19        |
| дер. | Старый Починок | 29        |           | 4         | 14        |
| дер. | Шарапиха       | 29        |           | 1         |           |
| дер. | Яблонька       | 125       | 133       | 18        | 10        |
| дер. | Раменье        | 218       |           | 87        | 101       |
| дер. | Блуди          | 98        |           | 11        | 6         |
| дер. | Волосково      | 393       |           | 139       | 98        |
| дер. | Жихино         | 63        |           | 20        | 14        |
| дер. | Пескошево      | 121       |           | 13        | 7         |
| дер. | Поддубное      | 216       |           | 11        | 5         |
| дер. | Сенино         | 332       |           | 14        | 4         |
| дер. | Славгущи       | 116       |           | 0         | 0         |
| дер. | Таковая        | 170       |           | 25        | 31        |
| дер. | Филиппково     | 155       |           | 25        | 17        |
| дер. | Хотути         | 48        |           | 4         | 2         |

## История
В XI—XIV вв. территория поселения находилась на границе Новгородской земли с Тверским княжеством.
В XIV веке присоединена к Великому княжеству Московскому.
- После реформ Петра I территория поселения входила:
  - в 1708—1727 гг. в Санкт-Петербургскую (Ингерманляндскую 1708—1710 гг.) губернию, Углицкую провинцию,
  - в 1727—1775 гг. в Московскую губернию, Углицкую провинцию,
  - в 1775—1796 гг. в Тверское наместничество, Бежецкий и Корчевской уезд,
  - в 1796—1929 гг. в Тверскую губернию, Бежецкий уезд (севернее реки Медведицы) и Корчевской уезд (южнее Медведицы),
  - в 1929—1935 гг. в Московскую область, Тверской (Калининский) район,
  - в 1935—1956 гг. в Калининскую область, Теблешский район (севернее реки Медведицы) и Кушалинский район (южнее Медведицы),
  - в 1956—1963 гг. в Калининскую область, Горицкий район,
  - в 1963—1990 гг. в Калининскую область, Рамешковский район,
  - с 1990 в Тверскую область, Рамешковский район.

В XIX — начале XX века деревни поселения относились к Ильгощинской волости Бежецкого уезда и к Погорельцевской и Горицкой волостям Корчевского уезда.

## Известные люди
На территории поселения родились 4 Героя Советского Союза:

 Иванов Николай Иванович — в деревне Пескошево,

 Рубцов Николай Фёдорович  (недоступная ссылка) — в деревне Бардиха (ныне не существует),

 Сергеев Петр Петрович — в селе Сутоки,

 Фомин Василий Матвеевич — в селе Ильгощи.
 В деревне Иевлево родился гидростроитель, Герой Социалистического Труда Бочкин, Андрей Ефимович.
 В деревне Гордеиха родился известный геологоразведчик, Герой Социалистического Труда, Удалов Михаил Дмитриевич